# Haplochromis dolorosus
Haplochromis dolorosus är en fiskart som beskrevs av Trewavas, 1933. Haplochromis dolorosus ingår i släktet Haplochromis och familjen Cichlidae. Inga underarter finns listade i Catalogue of Life.